# Жене, Хорди
Хорди (Жорди) Жене-Герреро (исп. Jordi Gené Guerrero; родился 5 декабря 1970 года в Сабаделе, Испания) — испанский автогонщик.

## Общая информация
Младший брат Хорди — Марк — также на высшем уровне занимается автоспортом.

## Спортивная карьера

### Первые годы
Как и многие гонщики его поколения Хорди начинал карьеру с картинга. Пиком этой части его спортивной жизни стал выигрыш в 1986 году чемпионата страны. После этого Жене участвовал в различных младших сериях — в моносерии Fiat Uno и в национальном чемпионате Формулы-Форд. В обоих чемпионатах каталонцу удалось победить в сезон дебюта.
С 1989 года Хорди переезжает в Великобританию, где участвует в местном чемпионате Формулы-Форд. Также Жене участвует в престижном фестивале этой серии в Брэндс-Хэтче, где занимает четвёртое место.
На следующий год каталонец переходит в следующую по статусу серию — в британскую Ф3. Хорди проводит в серии 2 сезона, добиваясь наибольших успехов как раз во второй год — пилотируя Ralt-Honda лидера серии West Surrey Racing она занимает четвёртое место в общем зачёте. В том же 1991 году Жене участвует в только что созданном Мастерсе серии (где занимает второе место, уступив только Дэвиду Култхарду). В конце года каталонец также стартует в подобных стартах на Guia Circuit и Fuji International Speedway.

### Попытки пройти в Формулу-1
Благодаря деньгам Marlboro, Жене переходит в 1992 году в МЧ Ф3000, подписывая контракт с действующим чемпионом — Pacific Racing. Дебютный год складывается вполне удачно — Хорди выигрывает стартовый этап сезона в Сильверстоуне и в целом по итогам сезона занимает пятое место, пилотируя свой Reynard-Mugen.
В сезоне-1993 года Хорди пытается пробиться в Формулу-1 вместе с командой Bravo F1. После неудачной попытки пробиться на старт Гран-при ЮАР проект был ликвидирован. Оставшись без работы, каталонец вернулся в середине сезона в МЧ Ф3000, подписав контракт с командой TWR Jr.. На фоне прощлогоднего сезона в Pacific попытка оказалась провальной — лишь одно очко за шесть гонок. Впрочем связь с Томом Уокиншоу позволила подписать контракт тест-пилота с командой Benetton F1 на сезон 1994 года. В том же году он провёл несколько гонок в Ф3000 за Nordic Racing.

### Дальнейшая карьера
Попытка пробиться в Формулу-1 оказалась неудачной и Хорди возвращается в Испанию, где участвует в различных туринговых первенствах.
В 1995-м, пилотируя Opel Vectra, он становится вторым призёром национального турингового первенства, а в 1996-м, пилотируя Audi, он выигрывает 5 гонок и становится чемпионом. В 1997-м году немецкий концерн переводит Жене в другую серию — в STW.
В 1998-м году карьера каталонца вновь делает резкий поворот — Хорди принимает предложение Мануэля Сантоса и переходит в кубок Европы среди грузовиков, пилотируя Cepsa MAN. Проведя в серии два сезона, Жене покинул её, не лобившись особых результатов.
В 2000-м Хорди выступает в национальном GT чемпионате на Porsche; а также участвует в 24 часах Ле-Мана, подписав контракт с командой LMP675 ROC.
в 2001-м Жене вновь участвует в автомарафоне в Ле-Мане вместе с этой командой. Reynard-Vokswagen, одним из пилотов которого был каталонец занимает пятое место в общем зачёте и первое в своём классе. Также Хорди участвует в сезоне ELMS, выиграв 500 километров Моста в своём классе. В конце года Жене участвует на Volkswagen Golf в 24 часах Барселоны.
В сезоне-2002 Хорди переходит в ETCC, где присоединяется к команде BMW Team Italy-Spain, пилотируя BMW 320i. Каталонец завершает год на восьмой позиции в общем зачёте.
В сезоне-2003 Жене остаётся в чемпионате, но уже едет за другую команду — SEAT Sport. Первый год сотрудничества оказался неудачным — лишь 17-е место в общем зачёте. Параллельно с участием в туринговом чемпионате Европы, каталонец принимает участие в национальном GT чемпионате: в 2003 году он и Жинес Виванкос приводят SEAT Toledo GT к чемпионскому титулу.
В 2004-м году многое стало налаживаться — Хорди дважды отмечается на подиуме и приводит свой Toledo на восьмую позицию личного зачёта.

### WTCC

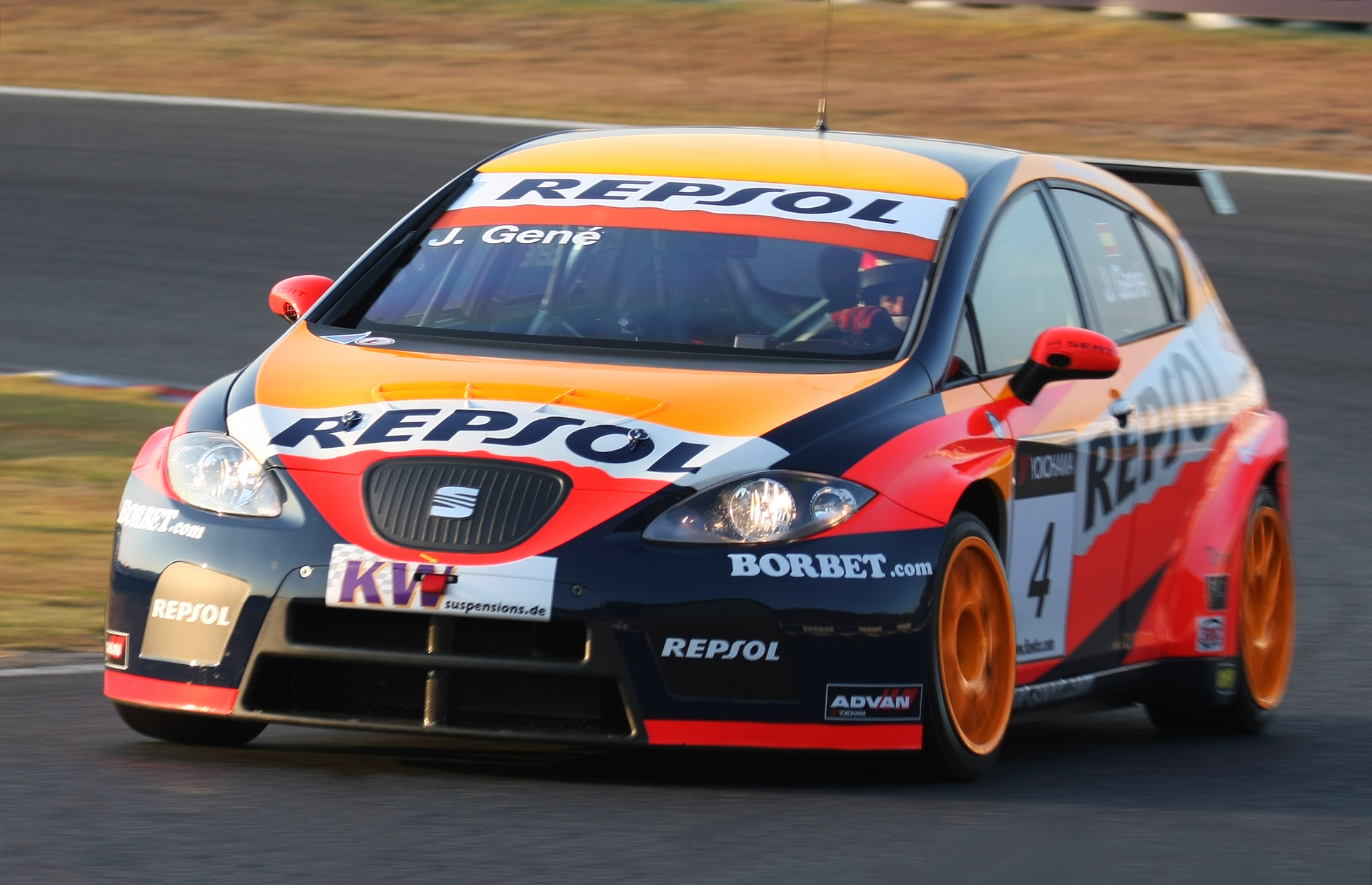
жене пилотирует SEAT León TDI на японском этапе WTCC в 2009 году.

C преобразованием чемпионата Европы в чемпионат мира Хорди остаётся в заводском SEAT. В 2005—2009 годах Жене добывает два поула, тринадцать подиумов (4 победы) и трижды показывает быстрейший круг в заездах, однако в рамках одного сезона каталонцу, как правило, не хватало стабильности и лучшее, что он смог добыть — это два восьмых места в общем зачёте в 2008-09 годах.
Перед сезоном-2010 заводской SEAT покинул и чемпионат мира и Хорди, вместе с ещё несколькими партнёрами перешёл в полузаводской SR-Sport. Год складывался как и предыдущие — множество попаданий в очки, один подиум, однако все ближающие конкуренты выступали вновь куда стабильнее. Перед азиатским турне Хорди досрочно завершил сезон, будучи заменённым на Микаэля Росси.

### WTCR
Вернулся в серию - преемника WTCC в сезоне 2021 года.

## Статистика результатов в моторных видах спорта

### Международная Формула-3000
| 1992 | Pacific | Reynard 92D | Mugen Honda   | SIL 1 | PAU НФ | CAT 3 | PER НФ | HOC 5 | NUR 8  | SPA 2  | CAL НФ | NAG 8  | MAG 10 | 21 | 5-й  |
| 1993 | TWR     | Reynard     | Ford Cosworth | -     | -      | -     | PER НФ | HOC 8 | NUR 10 | SPA 12 | NAG НФ | MAG НФ |        | 0  | НК   |
| 1994 | Nordic  | Lola        | Zytek Judd    | SIL 9 | PAU 9  | CAT 4 | -      | -     | -      | -      | -      |        |        | 3  | 12-й |

### WTCC
| Результаты | Результаты        | Результаты        | Результаты | Результаты | Результаты | Результаты | Результаты | Результаты | Результаты | Результаты | Результаты | Результаты | Результаты | Результаты | Результаты | Результаты |
| Сезон      | Команда           | Машина            | 1          | 2          | 3          | 4          | 5          | 6          | 7          | 8          | 9          | 10         | 11         | 12         | Очки       | Поз.       |
| ---------- | ----------------- | ----------------- | ---------- | ---------- | ---------- | ---------- | ---------- | ---------- | ---------- | ---------- | ---------- | ---------- | ---------- | ---------- | ---------- | ---------- |
| 2005       | SEAT Sport        | SEAT Toledo Cupra | IT1 9      | FR1 7      | GB1 11     | SM1 НФ     | ME1 НФ     | BE1 12     | -          | -          | -          | -          |            |            | 33         | 11-й       |
| 2005       | SEAT Sport        | SEAT Toledo Cupra | IT2 6      | FR2 6      | GB2 5      | SM2 13     | ME2 19     | BE2 НФ     | -          | -          | -          | -          |            |            | 33         | 11-й       |
| 2005       | SEAT Sport        | SEAT León         | -          | -          | -          | -          | -          | -          | DE1 7      | TU1 17     | ES1 1      | MA1 18     |            |            | 33         | 11-й       |
| 2005       | SEAT Sport        | SEAT León         | -          | -          | -          | -          | -          | -          | DE2 4      | TU2 НФ     | ES2 14     | MA2 5      |            |            | 33         | 11-й       |
| 2006       | SEAT Sport España | SEAT León         | IT1 12     | FR1 5      | GB1 18     | DE1 16     | BR1 1      | ME1 11     | CZ1 4      | TU1 НФ     | ES1 16     | MA1 12     |            |            | 36         | 10-й       |
| 2006       | SEAT Sport España | SEAT León         | IT2 5      | FR2 3      | GB2 10     | DE2 14     | BR2 14     | ME2 9      | CZ2 6      | TU2 5      | ES2 НФ     | MA2 НФ     |            |            | 36         | 10-й       |
| 2007       | SEAT Sport        | SEAT León         | BR1 9      | NL1 9      | ES1 4      | FR1 8      | CZ1 15     | PT1 14     | -          | -          | -          | -          | -          |            | 55         | 10-й       |
| 2007       | SEAT Sport        | SEAT León         | BR2 12     | NL2 10     | ES2 6      | FR2 5      | CZ2 8      | PT2 21     | -          | -          | -          | -          | -          |            | 55         | 10-й       |
| 2007       | SEAT Sport        | SEAT León TDI     | -          | -          | -          | -          | -          | -          | SV1 18     | DE1 6      | GB1 5      | IT1 2      | MA1 4      |            | 55         | 10-й       |
| 2007       | SEAT Sport        | SEAT León TDI     | -          | -          | -          | -          | -          | -          | SV2 24     | DE2 3      | GB2 6      | IT2 1      | MA2 22     |            | 55         | 10-й       |
| 2008       | SEAT Sport        | SEAT León TDI     | BR1 11     | ME1 1      | ES1 3      | FR1 3      | CZ1 13     | PT1 5      | GB1 9      | DE1 5      | EU1 17     | IT1 7      | JA1 11     | MA1 6      | 56         | 8-й        |
| 2008       | SEAT Sport        | SEAT León TDI     | BR2 8      | ME2 5      | ES2 6      | FR2 19     | CZ2 14     | PT2 9      | GB2 НФ     | DE2 4      | EU2 17     | IT2 2      | JA2 10     | MA2 НФ     | 56         | 8-й        |
| 2009       | SEAT Sport        | SEAT León TDI     | BR1 2      | ME1 7      | MR1 3      | FR1 16     | ES1 НФ     | CZ1 НФ     | PT1 6      | GB1 13     | DE1 НК     | IT1 НК     | JA1 6      | MA1 3      | 48         | 8-й        |
| 2009       | SEAT Sport        | SEAT León TDI     | BR2 3      | ME2 7      | MR2 НФ     | FR2 12     | ES2 11     | CZ2 11     | PT2 4      | GB2 16     | DE2 НФ     | IT2 5      | JA2 9      | MA2 6      | 48         | 8-й        |
| 2010       | SR-Sport          | SEAT León 2.0 TDI | BR1 7      | MR1 13     | IT1 16     | BL1 ДСК    | PT1 НФ     | GB1 10     | CZ1 НФ     | DE1 12     | ES1 4      | -          | -          |            | 61         | 12-й       |
| 2010       | SR-Sport          | SEAT León 2.0 TDI | BR2 2      | MR2 8      | IT2 6      | BL2 НФ     | PT2 18     | GB2 10     | CZ2 13     | DE2 10     | ES2 5      | -          | -          |            | 61         | 12-й       |

Жирным выделен старт с поула, курсивом — быстрейший круг в гонке.